# Paula Elisabete Cerioli
Paula Isabel Cerioli (português europeu) ou Paula Elisabete Cerioli (português brasileiro) (em italiano:  Paola Elisabetta Cerioli, no Dialeto bergamasco: Póle Elisabéda Ceriòi, em latim: Paula Elizabeth Cerioli, batizada  Costanza Onorata Cerioli, 28 de janeiro de 1816 – 24 de dezembro de 1865) foi uma religiosa italiana, fundadora das congregações de religiosos e religiosas da Congregação da Sagrada Família de Bérgamo. Foi proclamada santa pelo Papa João Paulo II em 16 de maio de 2004.

## Biografia
Batizada como Costanza Cerioli, nasceu na família dos nobres e ricos Francisco Cerioli e Francisca Corniani, no dia 28 de janeiro de 1816, em Soncino, Cremona, Itália.
Delicada, inteligente e sensível, dona de um físico frágil, aprendeu cedo a lidar com o sofrimento, alertada pela sabedoria cristã da mãe, que lhe mostrava a miséria presente nas famílias dos camponeses. Aos onze anos, foi entregue às Irmãs Servas da Visitação da cidade de Alzano Maggiore, para completar sua formação religiosa e cultural, com as quais ficou até os dezesseis anos, destacando-se pela bondade e caridade.
Aos dezenove anos, obedecendo à vontade dos pais, casou-se com o nobre e rico Gaetano Busecchi-Tassis, de quase sessenta anos, herdeiro dos condes Tassis. Vivendo no palácio do marido, em Comonte, Bergamo, dedicava-se à família e às obras de caridade da igreja. Embora amasse o marido, se casamento não foi feliz, seja pelos ciúmes do marido, seja principalmente morte dos quatro filhos; três logo após o nascimento e o outro, Carlos, com dezesseis anos.
Abatida, continuou cuidando do marido, já bem idoso e doente, até 1854, quando ele faleceu. Assim, com trinta e oito anos, viúva, sozinha e dona de grande fortuna, isolou-se do mundo. Ficou retirada em sua casa, dedicando-se às obras de caridade, nas quais aplicou todo o patrimônio.

## Virtudes heróicas
Mesmo tendo experimentado o "amargo pão do sofrimento", pela morte dos filhos e marido, pouco tempo depois, fundou colégios para crianças órfãs e abandonadas; instituiu escolas, cursos de Catecismo, exercícios espirituais, recreações festivas e assistência às enfermas. Vencendo todos os tipos de dificuldades, desejou fundar uma Congregação religiosa feminina e outra masculina que seguisse o modelo evangélico do mistério de Nazaré, constituído por Maria e José, que acolhem Jesus para doá-lo ao mundo.
Orientada espiritualmente pelos dois bispos de Bérgamo, em 1857, junto com seis companheiras, fundou o Instituto das Irmãs da Sagrada Família. Nesse dia, Costanza vestiu o hábito e tomou o nome de madre Paula Elisabete. Em 1863, realizou seu grande sonho: fundou o Instituto dos Irmãos da Sagrada Família, para o socorro material e a educação moral e religiosa da classe camponesa, na época, a mais excluída da sociedade italiana.
O carisma da Sagrada Família era o objetivo a ser alcançado, como modelo de ajuda e conforto, aprendendo dela como ser famílias cristãs acolhedoras, unidas no amor, na fraternidade, na fé forte, simples e confiante. Com muita inspiração, ela própria escreveu as Regras para os seus institutos, que foram aprovadas pelo bispo de Bérgamo.
Consumida na intensa atividade assistencial e religiosa, com apenas quarenta e nove anos de idade, morreu na Véspera de Natal de 1865, em Comonte, Bérgamo. Deixou entregue aos cuidados da Divina Providência o já estabelecido Instituto feminino e a semente plantada do outro, masculino.
Madre Paula Elisabete Cerioli foi beatificada pelo Papa Pio XII em 1950, durante o Ano Santo. Foi declarada santa pelo Papa João Paulo II em 2004.